# アレクサンドル・ヴェデルニコフ (指揮者)
アレクサンドル・アレクサンドロヴィチ・ヴェデルニコフ（ロシア語: Александр Александрович Ведерников、英語: Aleksandr Aleksandrovich Vedernikov、1964年1月11日 - 2020年10月29日）は、ロシアの指揮者。
父親はバス歌手でボリショイ劇場のソリストのアレクサンドル・ヴェデルニコフ。母親はピアニスト、オルガニストでモスクワ音楽院教授のナタリヤ・グレエワ（ナタリヤ・ヴェデルニコワ）。

## 概要
モスクワ音楽院でレオニード・ニコラーエフに学び1988年に卒業する。卒業後は、1988年から1991年までモスクワ・スタニスラフスキー＝ネミローヴィチ－ダンチェンコ音楽劇場の指揮者陣に加わり、1988年から1995年まではモスクワ放送交響楽団の指揮者（当初はアシスタント、最終的に次席指揮者まで昇格）としても活動した。
1995年に新設された現在のモスクワ市交響楽団(ロシア・フィルハーモニー交響楽団、ロシア語: Симфонический оркестр Москвы«Русская филармония»)の初代芸術監督兼首席指揮者に就任し、2004年までの10年間在任した。
2001年からは、かつて父親がホーム･グラウンドとしていたボリショイ劇場の音楽監督として活躍した。
2009年にマネージメントとの軋轢からボリショイ劇場の職を辞任した後は、デンマークのオーデンセ交響楽団の首席指揮者に、2019年にミハイロフスキー劇場の音楽監督・首席指揮者に就任した。
2020年10月29日に新型コロナウイルスによる合併症のため、モスクワで亡くなった。
イタリアのスカラ座やフェニーチェ劇場、イギリスのロイヤル・オペラ・ハウスなど外国の歌劇場からの招聘も数多くこなした。